# Герла
Герла (рум. Gherla, мађ. Szamosújvár) град је у Румунији, у северном делу земље, у историјској покрајини Трансилванија. Герла је четврти по важности град округа Клуж.
Герла је према последњем попису из 2002. године имала 22.092 становника.

## Географија
Град Герла налази се у средишњем делу историјске покрајине Трансилваније, око 45 km северно до Клужа, седишта округа.
Герла је смештена у северној Трансилваније, на реци Самош. Град се образовао као трговиште при преласку ове реке, на 250 m надморске висине.

## Становништво
У односу на попис из 2002., број становника на попису из 2011. се смањио.
| 1966.  | 1977.  | 1992.  | 2002.  | 2011.  |
| ------ | ------ | ------ | ------ | ------ |
| 12.766 | 17.599 | 26.277 | 24.232 | 20.982 |

Матични Румуни чине већину градског становништва Герле (80%), а од мањина присутни су Мађари (око 17%) и Роми (2,7%). Мађари су почетком 20. века чинили око 40% градског становништва. Град је некад био познат као средиште јерменске зајединце у Трансилванији, али је данас број Јермена симболичан. Такође, некада бројно немачко становништво се иселило у матицу током 20. века.

## Галерија
- Јерменска католичка црква
- Градски музеј
- Румунска православна црква
- Стара градња